# Grand Prix automobile du Japon 1997
GP précédent GP suivant
Le Grand Prix automobile du Japon 1997 (1997 Fuji Television Japanese Grand Prix). disputé sur le circuit de Suzuka le 12 octobre 1997, est la 613e épreuve du championnat du monde de Formule 1 courue depuis 1950 et la seizième manche du championnat 1997.

## Qualifications
| Pos.                            | No | Pilote                | Écurie            | Temps          | Écart     | Tours |
| ------------------------------- | -- | --------------------- | ----------------- | -------------- | --------- | ----- |
| 1                               | 3  | Jacques Villeneuve    | Williams-Renault  | 1 min 36 s 071 |           | 10    |
| 2                               | 5  | Michael Schumacher    | Ferrari           | 1 min 36 s 133 | + 0 s 062 | 6     |
| 3                               | 6  | Eddie Irvine          | Ferrari           | 1 min 36 s 466 | + 0 s 395 | 10    |
| 4                               | 9  | Mika Häkkinen         | McLaren-Mercedes  | 1 min 36 s 469 | + 0 s 398 | 10    |
| 5                               | 8  | Gerhard Berger        | Benetton-Renault  | 1 min 36 s 561 | + 0 s 490 | 11    |
| 6                               | 4  | Heinz-Harald Frentzen | Williams-Renault  | 1 min 36 s 628 | + 0 s 557 | 12    |
| 7                               | 7  | Jean Alesi            | Benetton-Renault  | 1 min 36 s 682 | + 0 s 611 | 6     |
| 8                               | 16 | Johnny Herbert        | Sauber-Petronas   | 1 min 36 s 906 | + 0 s 835 | 11    |
| 9                               | 12 | Giancarlo Fisichella  | Jordan-Peugeot    | 1 min 36 s 917 | + 0 s 846 | 11    |
| 10                              | 14 | Olivier Panis         | Prost-Mugen-Honda | 1 min 37 s 073 | + 1 s 002 | 10    |
| 11                              | 10 | David Coulthard       | McLaren-Mercedes  | 1 min 37 s 095 | + 1 s 024 | 11    |
| 12                              | 22 | Rubens Barrichello    | Stewart-Ford      | 1 min 37 s 343 | + 1 s 272 | 11    |
| 13                              | 11 | Ralf Schumacher       | Jordan-Peugeot    | 1 min 37 s 443 | + 1 s 372 | 11    |
| 14                              | 23 | Jan Magnussen         | Stewart-Ford      | 1 min 37 s 480 | + 1 s 409 | 10    |
| 15                              | 15 | Shinji Nakano         | Prost-Mugen-Honda | 1 min 37 s 588 | + 1 s 517 | 10    |
| 16                              | 2  | Pedro Diniz           | Arrows-Yamaha     | 1 min 37 s 853 | + 1 s 782 | 10    |
| 17                              | 1  | Damon Hill            | Arrows-Yamaha     | 1 min 38 s 022 | + 1 s 951 | 12    |
| 18                              | 17 | Gianni Morbidelli     | Sauber-Petronas   | 1 min 38 s 556 | + 2 s 485 | 10    |
| 19                              | 20 | Ukyo Katayama         | Minardi-Hart      | 1 min 38 s 983 | + 2 s 912 | 12    |
| 20                              | 21 | Tarso Marques         | Minardi-Hart      | 1 min 39 s 678 | + 3 s 607 | 11    |
| 21                              | 18 | Jos Verstappen        | Tyrrell-Ford      | 1 min 40 s 259 | + 4 s 188 | 11    |
| 22                              | 19 | Mika Salo             | Tyrrell-Ford      | 1 min 40 s 529 | + 4 s 458 | 9     |
| Règle des 107% : 1 min 42 s 796 |    |                       |                   |                |           |       |

## Course

### Déroulement de l'épreuve
Au départ, Villeneuve, auteur de la pole position, vire en tête devant Schumacher, Häkkinen et Irvine. Au deuxième tour, à la fin des "s" qui font suite au premier virage, Irvine effectue un double dépassement, hors trajectoire, sur Schumacher et Hakkinen. À la fin du troisième tour, à la chicane où Prost et Senna se sont accrochés en 1989, Irvine dépasse Villeneuve et s'empare de la tête de la course. Irvine creuse progressivement l'écart avec Villeneuve : 5,3 secondes d'avance au quatrième tour puis 12,2 secondes au huitième tour.
Après les premiers ravitaillements, Irvine est toujours en tête mais il devance désormais Schumacher, qui a réalisé l'undercut sur Villeneuve. Au vingt-cinquième tour, Irvine lève le pied pour laisser passer Schumacher mais réaccélère juste à temps pour bloquer Villeneuve et le laisser derrière lui.
Au trente-et-unième tour, Villeneuve, toujours bloqué par Irvine, rentre aux stands pour tenter l'undercut. Mais son mécanicien ne parvient pas à faire entrer l'embout du tuyau de ravitaillement dans le réservoir et le Canadien perd treize secondes. Lorsqu'il ressort des stands, Villeneuve pointe en septième position. Le classement est alors le suivant : Schumacher devance Irvine, Frentzen, Herbert, Alesi, Hakkinen et Villeneuve.
Profitant des ravitaillements de Herbert (37e tour) et Alesi (40e tour), Villeneuve remonte à la cinquième place. De son côté, Frentzen a profité des arrêts aux stands pour prendre la deuxième place à Irvine.
Schumacher résiste au retour de Frentzen et remporte la course. Irvine complète le podium tandis que Hakkinen, Villeneuve et Alesi terminent dans les points.

### Classement de la course
| Pos. | No | Pilote                | Écurie            | Tours | Temps/Abandon                      | Grille | Points |
| ---- | -- | --------------------- | ----------------- | ----- | ---------------------------------- | ------ | ------ |
| 1    | 5  | Michael Schumacher    | Ferrari           | 53    | 1 h 29 min 48 s 446 (207,639 km/h) | 2      | 10     |
| 2    | 4  | Heinz-Harald Frentzen | Williams-Renault  | 53    | + 1 s 378                          | 6      | 6      |
| 3    | 6  | Eddie Irvine          | Ferrari           | 53    | + 26 s 384                         | 3      | 4      |
| 4    | 9  | Mika Häkkinen         | McLaren-Mercedes  | 53    | + 27 s 129                         | 4      | 3      |
| Dsq. | 3  | Jacques Villeneuve    | Williams-Renault  | 53    | Disqualifié                        | 1      |        |
| 5    | 7  | Jean Alesi            | Benetton-Renault  | 53    | + 40 s 403                         | 7      | 2      |
| 6    | 16 | Johnny Herbert        | Sauber-Petronas   | 53    | + 41 s 063                         | 8      | 1      |
| 7    | 12 | Giancarlo Fisichella  | Jordan-Peugeot    | 53    | + 56 s 825                         | 9      |        |
| 8    | 8  | Gerhard Berger        | Benetton-Renault  | 53    | + 1 min 00 s 429                   | 5      |        |
| 9    | 11 | Ralf Schumacher       | Jordan-Peugeot    | 53    | + 1 min 22 s 036                   | 13     |        |
| 10   | 10 | David Coulthard       | McLaren-Mercedes  | 52    | Moteur                             | 11     |        |
| 11   | 1  | Damon Hill            | Arrows-Yamaha     | 52    | + 1 tour                           | 17     |        |
| 12   | 2  | Pedro Diniz           | Arrows-Yamaha     | 52    | + 1 tour                           | 16     |        |
| 13   | 18 | Jos Verstappen        | Tyrrell-Ford      | 52    | + 1 tour                           | 20     |        |
| Abd. | 21 | Tarso Marques         | Minardi-Hart      | 46    | Boîte de vitesses                  | 19     |        |
| Abd. | 19 | Mika Salo             | Tyrrell-Ford      | 46    | Moteur                             | 21     |        |
| Abd. | 14 | Olivier Panis         | Prost-Mugen-Honda | 36    | Moteur                             | 10     |        |
| Abd. | 15 | Shinji Nakano         | Prost-Mugen-Honda | 22    | Roulement de roue                  | 15     |        |
| Abd. | 20 | Ukyo Katayama         | Minardi-Hart      | 8     | Moteur                             | 18     |        |
| Abd. | 22 | Rubens Barrichello    | Stewart-Ford      | 6     | Sortie de piste                    | 12     |        |
| Abd. | 23 | Jan Magnussen         | Stewart-Ford      | 3     | Sortie de piste                    | 14     |        |
| Np.  | 17 | Gianni Morbidelli     | Sauber-Petronas   |       | Accident au warm up                |        |        |

## Après-course
A l'issue de la course, Jacques Villeneuve, qui sait qu'il risque une disqualification, assure que participer à la course était la meilleure solution et ce, en dépit de sa cinquième place à l'arrivée : « En prenant le départ, on voulait s'assurer que Michael marque un minimum de points. Mais les choses ne se sont pas déroulées comme nous le pensions, et je n'allais quand même pas le sortir de la piste pour l'empêcher de faire un résultat. Malheureusement, si on me retire ma cinquième place, je vais me retrouver avec un point de retard en abordant la dernière course, et Schumacher n'aura peut-être pas la délicatesse de ne pas me mettre dehors ».
Chez Ferrari, Schumacher remercie Irvine qui l'a laissé passé pour prendre la tête de la course : « Eddie est un type formidable, il était prêt à tout sacrifier pour moi ». De son côté, Irvine explique qu'il a bien respecté les consignes de son écurie : « Notre plan a fonctionné à merveille. J'ai attendu un appel de la part du stand et j'ai laissé passer Michael ».

### Disqualification de Villeneuve
Quelques heures après la qualifications, et sa pole position, Jacques Villeneuve est disqualifié et donc suspendu pour la course. Cela fait suite au comportement du pilote canadien lors des essais libres, le vendredi : il n'avait pas ralenti malgré les drapeaux jaunes. Or, Villeneuve, qui avait déjà ignoré un drapeau jaune à Monza, avait écopé de neuf courses de mise à l'épreuve, soit jusqu'à la quatrième épreuve de la saison 1998. Sa récidive à Suzuka entraîne la sanction du pilote qui est donc suspendu pour la course.
L'équipe Williams dépose une réclamation avec effet suspensif qui permet à Villeneuve de prendre le départ en pole position.
Parti en tête et sachant qu'il a de grandes chances de voir sa pénalité confirmée lors de l'appel, Villeneuve ralentit volontairement le peloton en début de course pour provoquer le dépassement de Schumacher par les poursuivants et lui faire perdre des points au championnat. Plus tard dans la course, Irvine, largement en tête, ralentit pour laisser passer son coéquipier Schumacher ; Irvine bloque ensuite Villeneuve pour laisser filer Schumacher en tête de la course.
Quelques heures après la course, Villeneuve se voit retirer sa cinquième place et les deux points qui vont avec. Dans un premier temps, l'écurie Williams décide de faire appel de cette sanction mais prend le risque de voir la peine alourdie en appel avec une possible suspension de Jacques Villeneuve pour le dernier Grand Prix de la saison. Afin d'assurer la présence de son pilote à Jerez, Williams retire son appel.

## Classements généraux à l'issue de la course
| Pos | Pilotes               | Points |
| --- | --------------------- | ------ |
| 1   | Michael Schumacher    | 78     |
| 2   | Jacques Villeneuve    | 77     |
| 3   | Heinz-Harald Frentzen | 41     |
| 4   | Jean Alesi            | 36     |
| 5   | David Coulthard       | 30     |

| Pos | Écurie           | Points |
| --- | ---------------- | ------ |
| 1   | Williams-Renault | 118    |
| 2   | Ferrari          | 100    |
| 3   | Benetton-Renault | 64     |
| 4   | McLaren-Mercedes | 47     |
| 5   | Jordan-Peugeot   | 33     |

## Pole position et record du tour
- Pole position : Jacques Villeneuve en 1 min 36 s 071 (vitesse moyenne : 219,737 km/h).
- Meilleur tour en course : Heinz-Harald Frentzen en 1 min 38 s 942 au 48e tour (vitesse moyenne : 213,361 km/h).

## Tours en tête
- Jacques Villeneuve : 6 (1-2 / 17-20)
- Eddie Irvine : 17 (3-16 / 22-24)
- Heinz-Harald Frentzen : 5 (21 / 34-37)
- Michael Schumacher : 25 (25-33 / 38-53)

## Statistiques
- 27e victoire pour Michael Schumacher qui égale le score de Jackie Stewart.
- 113e victoire pour Ferrari en tant que constructeur.
- 113e victoire pour Ferrari en tant que motoriste.